# Pławty Wielkie (przystanek kolejowy)
Pławty Wielkie – dawny kolejowy przystanek osobowy w Pławtach Wielkich, w gminie Kisielice, w powiecie iławskim, w województwie warmińsko-mazurskim, w Polsce. Położony na linii kolejowej z Jabłonowa Pomorskiego do Prabut. Linia ta posiadała jeden tor. Miała znaczenie lokalne. Została otwarta w dniu 1 października 1899 roku. Przewozy pasażerskie zostały zawieszone w 1990 roku. Torowisko zostało rozebrane w styczniu 2006 roku.